# Boiga saengsomi
Boiga saengsomi là một loài rắn trong họ Rắn nước. Loài này được Nutaphand mô tả khoa học đầu tiên năm 1985.